# ケリーアン・コンウェイ
ケリーアン・エリザベス・コンウェイ（Kellyanne Elizabeth Conway、1967年1月20日 - ）は、第45代アメリカ合衆国大統領ドナルド・トランプの大統領顧問/カウンセラーを務めた。所属政党は共和党。2016年アメリカ合衆国大統領選挙において、共和党トランプ陣営の選挙対策本部長（キャンペーンマネージャー）を務め、候補者を当選に導いた初めての女性の大統領選挙対策本部長となり、トランプ大統領就任と同時に、大統領顧問の職に就いた。

## 経歴

### 生い立ち
ニュージャージー州カムデンで、運送会社を経営していたアイルランド系の父と、イタリア系の母親との間に生まれる。3歳の時に両親は離婚し、その後は母と母方の祖母と叔母の元で、ニュージャージー州ウォーターフォードタウンシップにて育つ。
ニュージャージー州ハモントンの農場にて、8年間に渡って夏の間のブルーベリー摘みの仕事に従事し、後に「人生とビジネスについては、全てこの農場での経験から学んだ」と語るほど、多くの経験を積んだ。16歳でニュージャージー州のミス・ブルーベリープリンセス選ばれ、20歳の時には世界ブルーベリー摘み選手権で優勝した経験を持つ。
1989年にトリニティ・ワシントン大学の政治学部を修了し、1992年にはジョージ・ワシントン大学法学部で法務博士号を得た。卒業後は、コロンビア特別区裁判所の裁判官のロー・クラークを務めた。

### 政治活動
いくつかの共和党系のリサーチ会社で経験を積んだ後、1995年に自身の会社「The Polling Company」を設立。消費者動向や女性に関する動向についてのコンサルティング業務を請け負う。当時の顧客には、米アメリカン・エキスプレス社などが含まれる。
政治活動に関連するコンサルティング業務では、下院議員ジャック・ケンプや上院議員フレッド・トンプソン、元副大統領ダン・クエール、現副大統領マイク・ペンス等と関わりを持ち、政治解説者として数々のラジオやテレビに出演することとなる。2012年には、ニュート・ギングリッチの大統領選挙運動において、上級顧問として働いた。

#### 2016大統領選挙
2016年アメリカ合衆国大統領共和党予備選挙では、テッド・クルーズを支持し、支持団体の委員会委員長を務めた。この活動の中で（後に選挙対策本部長として共闘することとなる）ドナルド・トランプ候補に対し、「極端」で「保守的ではない」、「そもそも候補者指名を望んでいないのではないか」、「他の候補者をブルドーザーで押しのけるかのように行動している」などと公然に批判した。
5月のクルーズの指名争い撤退を受けて、組織を離れた。
2016年7月1日、大統領選挙の共和党指名候補としてのトランプ候補の上級顧問となる。11月8日の投票日までの間、女性として初めて、共和党大統領選挙対策本部長としての役職を務めた。

#### ホワイトハウス・スタッフ

##### 「もう一つの事実」発言
NBCの報道番組「ミート・ザ・プレス」内のインタビューにて、前日のホワイトハウス報道官ショーン・スパイサーのメディア批判声明に関する意見を求められた際、「もう一つの事実」という"迷言"を使い、批判の的となった。トランプ大統領就任式の聴衆者数が、バラク・オバマ前大統領の就任式の聴衆者数よりはるかに少ないというメディアの報道に対し、政権発足以来初のホワイトハウス報道官による記者発表の席の冒頭で、ショーン・スパイサーが「今就任式の聴衆者数は、過去最大のものであった」として、メディアからの質問を一切受け付けない姿勢を貫いた。正確な数字を図り知ることは事実上不可能なものの、地下鉄の利用者数統計や数々の写真などから、明らかに事実に反するであろうことを、まして政権発足後初めての公の機会に発表したことに主要メディアは一斉に反発した。そういった報道官の姿勢の真意を訊ねられた当のインタビューにおいて、コンウェイは以下のように返答した。「チャック、この件はそもそもそんなに大きく騒ぎ立てるようなことではないのよ。あなたは（「過去最大の聴衆者数」というのは）『虚偽』だと言うかもしれないけど、ショーン・スパイサー報道官はそれに対する『alternative facts（もう一つの事実）』を示したのよ」。インタビュアーであるトッド・チャックは「『もう一つの事実』とは『事実』ではない。それは単純に『虚偽』です」と返答した。
保守的な日刊誌アメリカン・シンカーは、「もう一つの事実（代替的な事実）」は法律の世界では一般的に使用されており、ほとんどの弁護士に知られていると主張している。しかし、ガーディアンは、いくつかの法的なデータベースでこの用語を検索しても、その言葉はヒットしなかったことを指摘している。

##### ボウリンググリーン大虐殺
2017年2月2日、報道番組「ハードボール・ウィズ・クリス・マシューズ」とのインタビューで、テロリストの入国からアメリカ合衆国を守る大統領令を正当化する為に、彼女は「ボウリンググリーン大虐殺」と呼ばれるイラクのテロリストによって起こされたとされる事件を話題にした。しかし、それは実在しない虐殺事件である。ウェブサイトVoxは、コンウェイはケンタッキー州ボウリンググリーンで2人のイラク難民が2011年に逮捕されたことに言及しているのではないかと指摘した 。コンウェイは翌日、Twitterで「ボウリンググリーンのテロリストと言うつもりだった」と自身の発言は言い間違いだったと釈明した。

##### 倫理違反疑惑と捜査
2017年2月9日、報道トーク番組「フォックス・アンド・フレンド」に出演中、高級百貨店ノードストロームが売上不振を理由にイヴァンカ・トランプのファッションブランドの扱いを止めるという決定について話し合った。コンウェイは「イヴァンカの商品を買いに行くように勧める」と宣言。続けて「それは素晴らしい品揃えだ。私も持っている。私はここで無料で宣伝させてもらう:みなさん今日買ってくださいね、オンラインでも買えますよ。」と発言した。この後、2つの団体がコンウェイの発言は「いかなる連邦政府職員も、自身・家族・親族・友人の利益や支持、商品、サービスのためにその地位を利用してはならない。」と定められた連邦法に違反していると正式な倫理訴訟を起こした。パブリック・シチズンは、コンウェイの発言が「トランプ一族とトランプ政権の一部の関係者は、利益相反を禁止する法律や規則を、ないがしろにし続けている」ことを反映しているとして、政府倫理局（OGE）に調査を依頼した 。ワシントンの責任と倫理を求める市民は、OGEとホワイトハウス弁護士事務所に同様の苦情を申し立てた。同グループのエグゼクティブプロデューサー、ノア・ブックバインダーは、「これは、明確な違反だ」と述べた。
憲法学者のローレンス・トライブは、ニューヨーク・タイムズの記事の中で、今までこういった事例は考えられなかったと発言。オバマ政権下の副大臣クリス・ルーは、下院監視改革委員会委員長のジェイソン・チャフェッツに、コンウェイが「違反した」と訴え、また、バラク・オバマ大統領の下で、「私がケリーアン・コンウェイがしたことをすれば、解雇されただろう」とTwitterで発言した。イライジャ・カミングス議員もチャフェッツに対して、「規律の為にコンウェイを紹介する」と書いた。ジョージ・W・ブッシュの最高倫理弁護士リチャード・W・ペインターは、コンウェイの発言が法律違反だと考えているかどうかについては言及しなかったが、そのような行為はブッシュ政権では容認されていなかったと述べた。「先週の出来事は、大統領、彼の家族、またはホワイトハウス職員が、大統領としての公式の能力とトランプ一族の事業とを意味ある区別をする意図はないことを示している。」。

##### 「モーニング・ジョー」への出演禁止
コンウェイは様々な報道番組のゲストとして自分自身の出演契約をすることで知られている。しかし、2017年2月15日、MSNBCの番組「モーニング・ジョー」は、彼女の出演を禁止した。番組の共同司会ミカ・ブルゼジンスキーは、「私は彼女がこの番組に出演しようとしている事実を知っている。私はそれはしないでしょう。私はフェイク・ニュースや真実でない情報を信じていないから…今まで見たテレビ番組に出演する彼女は何かが偏向的で、間違っている。」と発言した。番組の主任司会ジョー・スカーボローは、コンウェイの今後の出演禁止の決定は、「大急ぎ」で「主要でない会議」に基づいていると語った。コンウェイは「物事を大げさにしている。テレビの前では自分の妥当性を証明するだけのことを言っている」と彼に対して発言した。
2017年2月15日、ワシントン・ポストの保守派コラムニストジェニファー・ルービンは、コンウェイの今後のテレビ番組への出演は禁止されるべきだと同意した。「最近、ジョージ・ステファノプロスとマット・ラウアーが、彼女を直接攻撃して本質的に彼女を嘘つきと呼んだ。それを考えると、どんな報道番組も彼女を出演させるのは無責任であり、彼女が情報を何も把握していないことを示唆している。」。

##### マイケル・フリンの辞任とテレビ出演の一時停止
コンウェイは、2017年2月13日、国家安全保障問題担当大統領補佐官のマイケル・フリンが大統領の「完全な信頼」を得たと主張した。しかし、その数時間後、フリンは辞任した。翌日、コンウェイはフリンが退陣を提案したと主張したが、ホワイトハウス報道官のショーン・スパイサーは、トランプ大統領がフリンに辞任を求めたと述べた。その後、コンウェイは、スパイサーについての否定的な話を報道陣に漏らしたと報道された。テレビのインタビューを1週間も欠席した後、ホワイトハウスがコンウェイを外したと発表されたが、ホワイトハウスのサラ・ハッカビー・サンダース副報道官はCNNマネーに対し、コンウェイは今週中に多く姿を現しそうだと述べた。
その発表後、コンウェイは、CNNのジャーナリストディラン・バイヤーズに、その夜、FOXニュースに出演すると主張した。彼女が保守政治活動協議会を議題にしたハニティのエピソードに出演し、テレビからの1週間の不在は公式に終わった。

##### 退任
2020年8月23日、コンウェイは家庭の問題を理由に8月末での退任を発表した。コンウェイの夫はトランプ大統領の再選阻止運動を目指す政治団体「リンカーン・プロジェクト」の共同創設者を務めており、また娘が親権解除を求めるツイートをするなどしていた。

## 政見
コンウェイは自分自身をジェネレーションXの保守主義者と見なす
。コンウェイは1996年にプロライフについて、「私たちはプロライフ。胎児は私たちを打ち負かした。私たちはソノグラムで育った。私たちはそれを見ると生命を知る。」と発言している。2017年には、いのちの行進の年次集会で演説している。

## 私生活
コンウェイはフィリピン人の母親を持つジョージ・T・コンウェイ三世と結婚している。彼は、2001年から法律事務所ワクテル・リプトン・ローゼン・アンド・カッツの訴訟パートナーを務める。夫婦には双子を含む4人の子供がおり、ニュージャージー州アルパインに住んでいる。

## 書籍
2005年に民主党の選挙屋セリンダ・レイクとの共著「What Women Really Want: How American Women Are Quietly Erasing Political, Racial, Class, and Religious Lines to Change the Way We Live（女性が本当に望むもの:アメリカの女性が静かに政治的、人種差別的、階級的、宗教的な輪郭を消して生き方を変える方法）」（フリープレス/サイモン&シュスター、ISBN 0 -7432-7382-6）を発表。